# Euodynerus macedonicus
Euodynerus macedonicus är en stekelart som först beskrevs av Blanchard.  Euodynerus macedonicus ingår i släktet kamgetingar, och familjen Eumenidae. Inga underarter finns listade i Catalogue of Life.